# Jeff Spear
Jeff Spear (n. 28 iunie 1988, Albany, SUA) este un scrimer american specializat pe sabie, de cinci ori campion pan-american pe echipe. A participat ca rezervă la proba de sabie pe echipe la Jocurile Olimpice de vară din 2012, unde Statele Unite s-au clasat pe locul 8.

## Legături externe
- en  Prezentare Arhivat în 12 august 2015, la Wayback Machine. la Federația Americană de Scrimă
- en Jeff Spear la Olympedia.org